# جايسون كوب
جايسون كوب (بالإنجليزية: Jason Cope)‏ هو ممثل جنوب أفريقي، ولد في القرن 20.

## أعمال

### أفلام
- (2009) المقاطعة 9
- (2015) شاباي[4][5]

## وصلات خارجية
- جايسون كوب على موقع IMDb (الإنجليزية)
- جايسون كوب على موقع قاعدة بيانات الفيلم (الإنجليزية)